# Des Browne

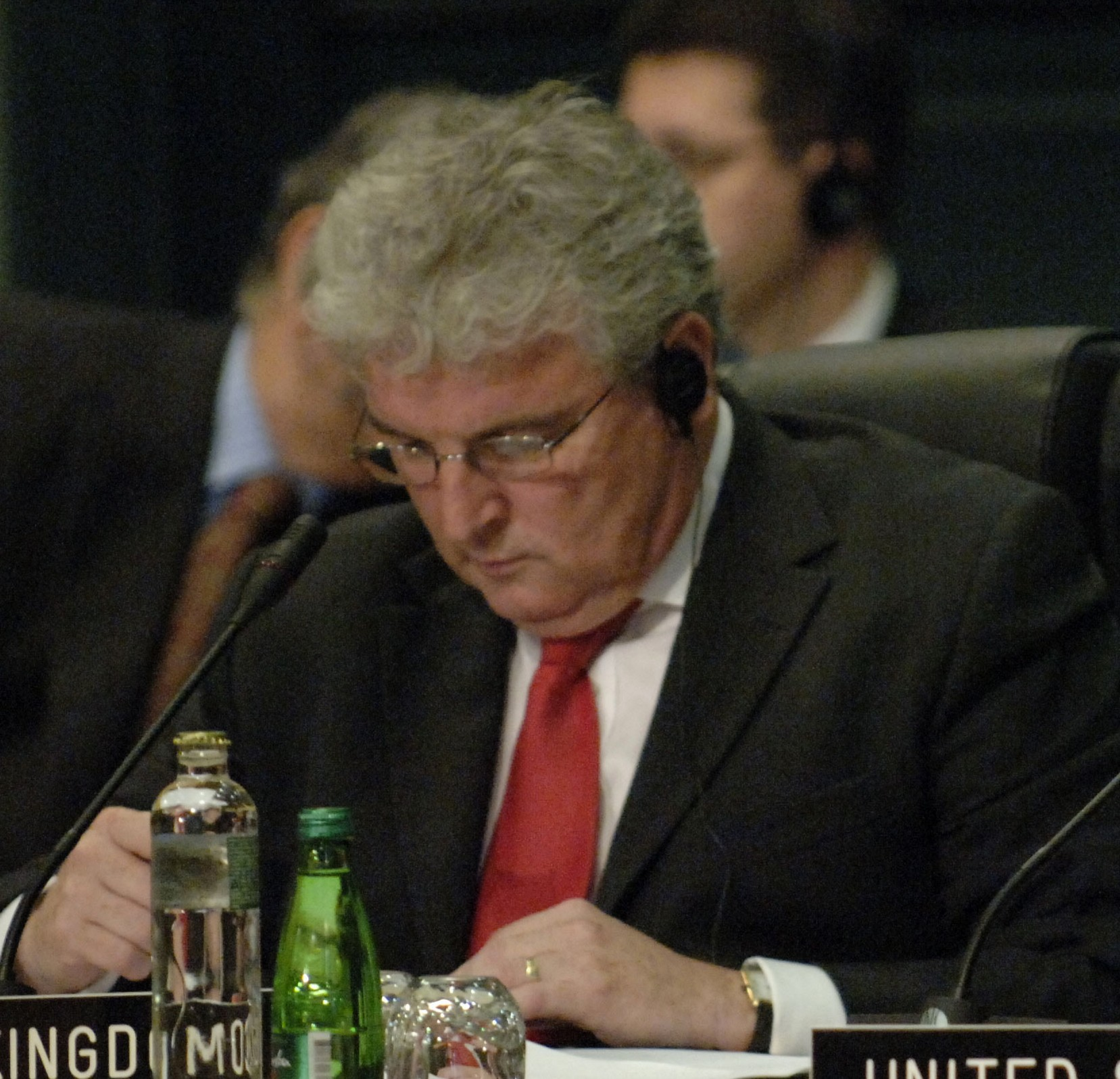
Des Browne la o reuniune a NATO în 2006

Desmond Henry Browne (n. 22 martie 1952, Kilwinning, North Ayrshire, Scoția) este un politician britanic, membru al Partidului Laburist Scoțian. Este membru al Parlamentului Britanic din 1997, ministru britanic al apărării din 5 mai 2006 și până în prezent (în cabinetele Blair și Brown) și concomitent, din 28 iunie 2007, ministru pentru Scoția în cabinetul condus de Gordon Brown.
1. ↑  Desmond Henry Browne, Munzinger Personen, accesat în 9 octombrie 2017
2. ↑  Companies House, accesat în 13 aprilie 2022
3. 1 2 3  TheyWorkForYou